# Discalma sordidula
Discalma sordidula är en fjärilsart som beskrevs av Max Joseph Bastelberger 1909. Discalma sordidula ingår i släktet Discalma och familjen mätare. Inga underarter finns listade i Catalogue of Life.